# Camilo Aretxabala
Camilo Antonio Aretxabala Galli (Santiago de Chile, Chile, 30 de mayo de 1990) es un exfutbolista chileno que jugaba de volante o delantero. Inició su carrera en las divisiones inferiores de  Unión Española. Su último club fue el Deportes Melipilla de la Segunda División Profesional de Chile.

## Clubes
| Club                 | País  | Año       |
| -------------------- | ----- | --------- |
| Unión Española       | Chile | 2009      |
| Municipal La Pintana | Chile | 2010      |
| San Luis de Quillota | Chile | 2011-2012 |
| Deportes Melipilla   | Chile | 2013-2016 |